# (2421) Nininger
(2421) Nininger ist ein Asteroid des Hauptgürtels, der am 17. Oktober 1979 vom amerikanischen Astronomen Edward L. G. Bowell an der Anderson Mesa Station (IAU Code 688) des Lowell-Observatoriums in Coconino County entdeckt wurde.
Benannt wurde der Asteroid am 17. Januar 1982 anlässlich seines 95. Geburtstags nach dem amerikanischen Meteoritenforscher und Gründer des American Meteorite Museum Harvey Harlow Nininger.